# Giovanni Francesco Fromond
Giovanni Francesco Fromond (né le 17 septembre 1739 à Crémone et mort le 16 juillet 1785  dans la même ville) est un prêtre et physicien italien. Il est le neveu de Giovanni Claudio Fromond.